# Україна на літніх Паралімпійських іграх 2024
Україна брала участь у літніх Паралімпійських іграх 2024 у Парижі (Франція), які пройшли з 28 серпня по 8 вересня 2024 року. Учасниками від країни стали 140 спортсменів та спортсменок, які здобули 82 медалі та посіли 7 місце у медальному заліку.

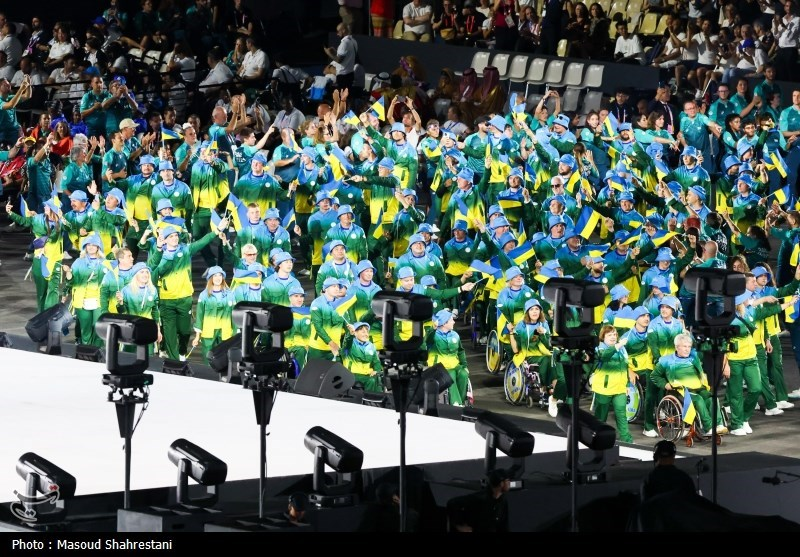
Національна збірна України під час церемонії відкриття літніх Паралімпійських ігор 2024

## Учасники
| Вид спорту            | Чоловіки | Жінки | Разом |
| --------------------- | -------- | ----- | ----- |
| Академічне веслування | 3        | 3     | 6     |
| Бадмінтон             | 1        | 1     | 2     |
| Боча                  | 1        | 1     | 2     |
| Велоспорт             | 2        | –     | 2     |
| Волейбол сидячи       | 12       | –     | 12    |
| Голбол                | 6        | –     | 6     |
| Дзюдо                 | 2        | 4     | 6     |
| Легка атлетика        | 16       | 12    | 28    |
| Настільний теніс      | 6        | 3     | 9     |
| Пауерліфтинг          | 3        | 1     | 4     |
| Параканое             | 3        | 2     | 5     |
| Паратриатлон          | –        | 1     | 1     |
| Плавання              | 29       | 8     | 37    |
| Стрільба              | 4        | 2     | 6     |
| Стрільба з лука       | 3        | 1     | 4     |
| Тхеквондо             | –        | 1     | 1     |
| Фехтування на візках  | 5        | 4     | 9     |
| Разом                 | 96       | 44    | 140   |

## Медалісти
| Медаль | Спортсмен                                                                                          | Вид спорту                       | Дисципліна                                             | Дата      |
| ------ | -------------------------------------------------------------------------------------------------- | -------------------------------- | ------------------------------------------------------ | --------- |
| Золото | Олександр Комаров                                                                                  | плавання                         | 100 метрів вільним стилем S5                           | 30 серпня |
| Золото | Оксана Зубковська                                                                                  | легка атлетика                   | стрибки у довжину T12                                  | 1 вересня |
| Золото | Михайло Сербін                                                                                     | плавання                         | 100 метрів на спині S11                                | 1 вересня |
| Золото | Денис Остапченко                                                                                   | плавання                         | 50 метрів на спині S3                                  | 2 вересня |
| Золото | Ігор Цвєтов                                                                                        | легка атлетика                   | біг на 100 метрів T35                                  | 2 вересня |
| Золото | Наталія Кобзар                                                                                     | легка атлетика                   | біг на 400 метрів T37                                  | 3 вересня |
| Золото | Юрій Шенгур                                                                                        | плавання                         | 100 метрів на спині S7                                 | 3 вересня |
| Золото | Юлія Шуляр                                                                                         | легка атлетика                   | біг на 400 метрів T20                                  | 3 вересня |
| Золото | Олександр Яровий                                                                                   | легка атлетика                   | штовхання ядра T20                                     | 3 вересня |
| Золото | Ярослав Денисенко                                                                                  | плавання                         | 100 метрів вільним стилем S12                          | 4 вересня |
| Золото | Андрій Трусов                                                                                      | плавання                         | 50 метрів вільним стилем S7                            | 4 вересня |
| Золото | Марина Піддубна Олексій Вірченко Анна Стеценко Ярослав Денисенко                                   | плавання                         | змішана естафета, 4х100 м вільним стилем, VI F         | 4 вересня |
| Золото | Анастасія Москаленко                                                                               | легка атлетика                   | штовхання ядра F32                                     | 4 вересня |
| Золото | Марія Помазан                                                                                      | легка атлетика                   | штовхання ядра F35                                     | 5 вересня |
| Золото | Наталія Ніколайчик                                                                                 | дзюдо                            | до 48 кг J1                                            | 5 вересня |
| Золото | Єгор Дементьєв                                                                                     | велоспорт                        | групова шосейна гонка, C4-5                            | 6 вересня |
| Золото | Ігор Цвєтов                                                                                        | легка атлетика                   | біг на 200 метрів T35                                  | 7 вересня |
| Золото | Віктор Дідух                                                                                       | настільний теніс                 | одиночний розряд, клас 8                               | 7 вересня |
| Золото | Анастасія Гарник                                                                                   | дзюдо                            | понад 70 кг J1                                         | 7 вересня |
| Золото | Андрій Трусов                                                                                      | плавання                         | 50 метрів батерфляєм S7                                | 7 вересня |
| Золото | Олександр Назаренко                                                                                | дзюдо                            | до 90 кг J2                                            | 7 вересня |
| Золото | Владислав Єпіфанов                                                                                 | веслування на байдарках та каное | VL3                                                    | 8 вересня |
| Срібло | Антон Коль                                                                                         | плавання                         | 100 метрів на спині S1                                 | 29 серпня |
| Срібло | Ірина Пойда                                                                                        | плавання                         | 200 метрів вільним стилем S5                           | 29 серпня |
| Срібло | Владислав Білий                                                                                    | легка атлетика                   | метання спису F38                                      | 30 серпня |
| Срібло | Наталія Кобзар                                                                                     | легка атлетика                   | 200 метрів T37                                         | 30 серпня |
| Срібло | Ірина Пойда                                                                                        | плавання                         | 100 метрів вільним стилем S5                           | 30 серпня |
| Срібло | Володимир Пономаренко                                                                              | легка атлетика                   | штовхання ядра F12                                     | 31 серпня |
| Срібло | Єгор Дементьєв                                                                                     | велоспорт                        | 4000 метрів гонка переслідування C5                    | 31 серпня |
| Срібло | Анна Стеценко                                                                                      | плавання                         | 100 метрів на спині S12                                | 31 серпня |
| Срібло | Андрій Трусов                                                                                      | плавання                         | 200 метрів комплексне плавання SM7                     | 31 серпня |
| Срібло | Роман Полянський                                                                                   | академічне веслування            | одиночки PR1                                           | 1 вересня |
| Срібло | Данило Чуфаров                                                                                     | плавання                         | 200 метрів комплексом SM11                             | 2 вересня |
| Срібло | Ігор Німченко                                                                                      | плавання                         | 100 метрів батерфляєм S10                              | 2 вересня |
| Срібло | Андрій Трусов                                                                                      | плавання                         | 400 метрів вільним стилем S7                           | 3 вересня |
| Срібло | Андрій Трусов                                                                                      | плавання                         | 100 метрів на спині S7                                 | 3 вересня |
| Срібло | Ілля Яременко                                                                                      | плавання                         | 50 метрів вільним стилем S13                           | 3 вересня |
| Срібло | Марія Шпатківська                                                                                  | легка атлетика                   | штовхання ядра F46                                     | 4 вересня |
| Срібло | Максим Веракса                                                                                     | плавання                         | 100 метрів вільним стилем S12                          | 4 вересня |
| Срібло | Анна Стеценко                                                                                      | плавання                         | 100 метрів вільним стилем S12                          | 4 вересня |
| Срібло | Оксана Ботурчук                                                                                    | легка атлетика                   | біг на 100 метрів T12                                  | 5 вересня |
| Срібло | Родіон Жигалін Василь Олійник Федір Сидоренко Антон Стрельчик Олександр Топорков Євгеній Циганенко | голбол                           | голбол                                                 | 5 вересня |
| Срібло | Людмила Даниліна                                                                                   | легка атлетика                   | біг на 1500 метрів T20                                 | 6 вересня |
| Срібло | Денис Остапченко                                                                                   | плавання                         | 50 метрів вільним стилем S3                            | 6 вересня |
| Срібло | Данило Чуфаров                                                                                     | плавання                         | 100 метрів батерфляєм S11                              | 6 вересня |
| Срібло | Марина Литовченко                                                                                  | настільний теніс                 | одиночний розряд, клас 6                               | 7 вересня |
| Срібло | Денис Остапченко                                                                                   | плавання                         | 200 метрів вільним стилем S3                           | 7 вересня |
| Срібло | Надія Дьолог Олена Федота Євгенія Бреус Наталія Морквич                                            | фехтування на візках             | командна шпага B                                       | 7 вересня |
| Срібло | Марина Мажула                                                                                      | веслування на байдарках та каное | KL1                                                    | 8 вересня |
| Бронза | Анна Гонтар                                                                                        | плавання                         | 50 метрів вільним стилем S6                            | 29 серпня |
| Бронза | Олександр Комаров                                                                                  | плавання                         | 200 метрів вільним стилем S5                           | 29 серпня |
| Бронза | Роман Данилюк                                                                                      | легка атлетика                   | штовхання ядра F12                                     | 31 серпня |
| Бронза | Віктор Дідух Ірина Шинкарьова                                                                      | настільний теніс                 | командний розряд XD17                                  | 31 серпня |
| Бронза | Ярослав Денисенко                                                                                  | плавання                         | 100 метрів на спині S12                                | 31 серпня |
| Бронза | Анна Стеценко                                                                                      | плавання                         | 400 метрів вільним стилем S13                          | 31 серпня |
| Бронза | Антон Коль                                                                                         | плавання                         | 50 метрів на спині S1                                  | 31 серпня |
| Бронза | Євгеній Богодайко                                                                                  | плавання                         | 200 метрів комплексне плавання SM7                     | 31 серпня |
| Бронза | Марина Піддубна                                                                                    | плавання                         | 50 метрів вільним стилем S11                           | 31 серпня |
| Бронза | Артем Колінько                                                                                     | боча                             | боча BC4                                               | 1 вересня |
| Бронза | Євгеній Богодайко                                                                                  | плавання                         | 100 метрів брасом SB6                                  | 1 вересня |
| Бронза | Данило Чуфаров                                                                                     | плавання                         | 100 метрів на спині S11                                | 1 вересня |
| Бронза | Данило Семенихін                                                                                   | плавання                         | 100 метрів брасом SB5                                  | 1 вересня |
| Бронза | Анна Гонтар                                                                                        | плавання                         | 100 метрів брасом SB5                                  | 1 вересня |
| Бронза | Олександр Литвиненко                                                                               | легка атлетика                   | стрибки у довжину T36                                  | 2 вересня |
| Бронза | Зоя Овсій                                                                                          | легка атлетика                   | метання диска F53                                      | 2 вересня |
| Бронза | Сергій Паламарчук                                                                                  | плавання                         | 50 метрів на спині S3                                  | 2 вересня |
| Бронза | Олексій Вірченко                                                                                   | плавання                         | 50 метрів вільним стилем S13                           | 2 вересня |
| Бронза | Оксана Ботурчук                                                                                    | легка атлетика                   | біг на 400 метрів T12                                  | 3 вересня |
| Бронза | Олена Федота                                                                                       | фехтування на візках             | індивідуальна шабля B                                  | 3 вересня |
| Бронза | Максим Коваль                                                                                      | легка атлетика                   | штовхання ядра F20                                     | 3 вересня |
| Бронза | Павло Баль                                                                                         | велоспорт                        | групова шосейна гонка, H5                              | 5 вересня |
| Бронза | Анжела Гаврисюк                                                                                    | дзюдо                            | до 57 кг J1                                            | 5 вересня |
| Бронза | Давид Хорава                                                                                       | дзюдо                            | до 60 кг J2                                            | 5 вересня |
| Бронза | Данило Чуфаров                                                                                     | плавання                         | 100 метрів брасом SB11                                 | 5 вересня |
| Бронза | Денис Остапченко Анна Гонтар Ярослав Семененко Вероніка Коржова Олександр Комаров Ірина Пойда      | плавання                         | змішана естафета, 4х50 м комплексне плавання, 20 балів | 5 вересня |
| Бронза | Максим Ніколенко                                                                                   | настільний теніс                 | одиночний розряд, клас 8                               | 6 вересня |
| Бронза | Олена Федота                                                                                       | фехтування на візках             | індивідуальна шпага B                                  | 6 вересня |
| Бронза | Микола Синюк                                                                                       | веслування на байдарках та каное | KL2                                                    | 7 вересня |
| Бронза | Юрій Бабинець                                                                                      | пауерліфтинг                     | до 88 кг                                               | 7 вересня |
| Бронза | Ігор Німченко                                                                                      | плавання                         | 200 метрів комплексом SM10                             | 7 вересня |
| Бронза | Сергій Паламарчук                                                                                  | плавання                         | 200 метрів вільним стилем S3                           | 7 вересня |

| За видом спорту  | За видом спорту | За видом спорту | За видом спорту | За видом спорту |
| ---------------- | --------------- | --------------- | --------------- | --------------- |
| Спорт            | 1               | 2               | 3               | Разом           |
| Плавання         | 8               | 15              | 17              | 40              |
| Атлетика         | 8               | 6               | 5               | 19              |
| Дзюдо            | 3               | 0               | 2               | 5               |
| Настільний теніс | 1               | 1               | 2               | 4               |
| Велоспорт        | 1               | 1               | 1               | 3               |
| Параканое        | 1               | 1               | 1               | 3               |
| Фехтування       | 0               | 1               | 2               | 3               |
| Паверліфтинг     | 0               | 1               | 1               | 2               |
| Голбол           | 0               | 1               | 0               | 1               |
| Веслування       | 0               | 1               | 0               | 1               |
| Боча             | 0               | 0               | 1               | 1               |
| Разом            | 22              | 28              | 32              | 82              |

| За статтю | За статтю | За статтю | За статтю | За статтю |
| --------- | --------- | --------- | --------- | --------- |
| Стать     | 1         | 2         | 3         | Разом     |
| Жінки     | 7         | 11        | 9         | 27        |
| Чоловіки  | 14        | 17        | 21        | 52        |
| Мікс      | 1         | 0         | 2         | 3         |
| Разом     | 22        | 28        | 32        | 82        |

| За датою  | За датою | За датою | За датою | За датою | За датою |
| --------- | -------- | -------- | -------- | -------- | -------- |
| Дата      | 1        | 2        | 3        | Разом    |          |
| 29 серпня | 0        | 2        | 2        | 4        |          |
| 30 серпня | 1        | 3        | 0        | 4        |          |
| 31 серпня | 0        | 4        | 7        | 11       |          |
| 1 вересня | 2        | 1        | 5        | 8        |          |
| 2 вересня | 2        | 2        | 4        | 8        |          |
| 3 вересня | 4        | 3        | 3        | 10       |          |
| 4 вересня | 4        | 3        | 0        | 7        |          |
| 5 вересня | 2        | 2        | 5        | 9        |          |
| 6 вересня | 1        | 3        | 2        | 6        |          |
| 7 вересня | 5        | 3        | 4        | 12       |          |
| 8 вересня | 1        | 2        | 0        | 3        |          |
| Разом     | 22       | 28       | 32       | 82       |          |

| Мультимедалісти   | Мультимедалісти      | Мультимедалісти | Мультимедалісти | Мультимедалісти | Мультимедалісти | Мультимедалісти |
| ----------------- | -------------------- | --------------- | --------------- | --------------- | --------------- | --------------- |
| Ім'я              | Вид спорту           | 1               | 2               | 3               | Разом           |                 |
| Андрій Трусов     | Плавання             | 2               | 3               | 0               | 5               |                 |
| Ярослав Денисенко | Плавання             | 2               | 0               | 1               | 3               |                 |
| Ігор Цвєтов       | Легка атлетика       | 2               | 0               | 0               | 2               |                 |
| Анна Стеценко     | Плавання             | 1               | 2               | 1               | 4               |                 |
| Денис Остапченко  | Плавання             | 1               | 2               | 0               | 3               |                 |
| Єгор Дементьєв    | Велоспорт            | 1               | 1               | 0               | 2               |                 |
| Наталія Кобзар    | Легка атлетика       | 1               | 1               | 0               | 2               |                 |
| Олександр Комаров | Плавання             | 1               | 0               | 2               | 3               |                 |
| Віктор Дідух      | Настільний теніс     | 1               | 0               | 1               | 2               |                 |
| Марина Піддубна   | Плавання             | 1               | 0               | 1               | 2               |                 |
| Олексій Вірченко  | Плавання             | 1               | 0               | 1               | 2               |                 |
| Данило Чуфаров    | Плавання             | 0               | 2               | 2               | 4               |                 |
| Ірина Пойда       | Плавання             | 0               | 2               | 1               | 3               |                 |
| Олена Федота      | Фехтування на візках | 0               | 1               | 2               | 3               |                 |
| Оксана Ботурчук   | Легка атлетика       | 0               | 1               | 1               | 2               |                 |
| Антон Коль        | Плавання             | 0               | 1               | 1               | 2               |                 |
| Анна Гонтар       | Плавання             | 0               | 0               | 3               | 3               |                 |
| Євгеній Богодайко | Плавання             | 0               | 0               | 2               | 2               |                 |
| Сергій Паламарчук | Плавання             | 0               | 0               | 2               | 2               |                 |

## Плавання

### Чоловіки
| Спортсмен                                | Дисципліна                                   | Попередні запливи | Попередні запливи | Фінал           | Фінал           |
| Спортсмен                                | Дисципліна                                   | Час               | Місце             | Час             | Місце           |
| ---------------------------------------- | -------------------------------------------- | ----------------- | ----------------- | --------------- | --------------- |
| Євгеній Богодайко Полтавська область     | чоловіки 50 метрів вільним стилем S7         | 29,02             | 5 Q               | 28,63           | 6               |
| Євгеній Богодайко Полтавська область     | чоловіки 100 метрів на спині S7              | 1:15,13           | 7 Q               | 1:13,89         | 6               |
| Євгеній Богодайко Полтавська область     | чоловіки 100 метрів брасом SB6               | 1:23,45           | 4 Q               | 1:20,70         | 3               |
| Євгеній Богодайко Полтавська область     | чоловіки 50 метрів батерфляєм S7             |                   |                   |                 |                 |
| Євгеній Богодайко Полтавська область     | чоловіки 200 метрів комплексне плавання SM7  | 2:38,47           | 4 Q               | 2:33,13         | 3               |
| Юрій Божинський Полтавська область       | чоловіки 50 метрів вільним стилем S9         | 26,63             | 14                | Завершив виступ | Завершив виступ |
| Юрій Божинський Полтавська область       | чоловіки 100 метрів на спині S9              | 1:08,90           | 13                | Завершив виступ | Завершив виступ |
| Роман Бондаренко Харківська область      | чоловіки 200 метрів вільним стилем S2        | 4:57,09           | 8 Q               | 4:56,47         | 8               |
| Роман Бондаренко Харківська область      | чоловіки 50 метрів на спині S2               | 1:06,10           | 6 Q               | 1:04,94         | 6               |
| Роман Бондаренко Харківська область      | чоловіки 100 метрів на спині S2              | 2:19,17           | 7 Q               | 2:22,63         | 7               |
| Дмитро Ванзенко Дніпропетровська область | чоловіки 200 метрів вільним стилем S14       | 1:58,11           | 6 Q               | 1:54,48         | 4               |
| Дмитро Ванзенко Дніпропетровська область | чоловіки 100 метрів батерфляєм S14           | 57,94             | 6 Q               | 58,34           | 7               |
| Дмитро Ванзенко Дніпропетровська область | чоловіки 200 метрів комплексом SM14          | 2:11,88           | 3 Q               | 2:09,86         | 4               |
| Дмитро Василенко Миколаївська область    | чоловіки 50 метрів вільним стилем S9         | 26,12             | 8 Q               | 25,73           | 6               |
| Максим Веракса Харківська область        | чоловіки 50 метрів вільним стилем S13        | 23,80             | 2 Q               | 24,00           | 4               |
| Максим Веракса Харківська область        | чоловіки 100 метрів вільним стилем S12       | 54,08             | 3 Q               | 53,64           | 2               |
| Дмитро Виноградець Полтавська область    | чоловіки 50 метрів на спині S4               |                   |                   |                 |                 |
| Олексій Вірченко Полтавська область      | чоловіки 50 метрів вільним стилем S13        | 24,00             | 3 Q               | 23,85           | 3               |
| Олексій Вірченко Полтавська область      | чоловіки 100 метрів батерфляєм S13           | 57,25             | 3 Q               | 56,61           | 4               |
| Олексій Вірченко Полтавська область      | чоловіки 100 метрів на спині S13             | 1:01,09           | 5 Q               | 1:01,05         | 6               |
| Кирило Гаращенко Запорізька область      | чоловіки 400 метрів вільним стилем S13       | 4:13,65           | 3 Q               | 4:06,38         | 4               |
| Кирило Гаращенко Запорізька область      | чоловіки 200 метрів комплексне плавання SM13 | 2:15,53           | 3 Q               | 2:14,27         | 4               |
| Богдан Гриненко Одеська область          | чоловіки 100 метрів на спині S8              | 1:08,85           | 6 Q               | 1:07,74         | 5               |
| Ярослав Денисенко Полтавська область     | чоловіки 100 метрів вільним стилем S12       | 53,89             | 2 Q               | 53,11           | 1               |
| Ярослав Денисенко Полтавська область     | чоловіки 100 метрів батерфляєм S12           |                   |                   |                 |                 |
| Ярослав Денисенко Полтавська область     | чоловіки 100 метрів на спині S12             | 1:01,72           | 3 Q               | 1:01,52         | 3               |
| Андрій Драпкін Херсонська область        | чоловіки 100 метрів брасом SB5               | 1:37.74           | 6 Q               | DSQ             | DSQ             |
| Сергій Кліпперт Донецька область         | чоловіки 100 метрів на спині S13             | 1:03.73           | 10                | Завершив виступ | Завершив виступ |
| Антон Коль Дніпропетровська область      | чоловіки 50 метрів на спині S1               | Н/Д               | Н/Д               | 1:14,44         | 3               |
| Антон Коль Дніпропетровська область      | чоловіки 100 метрів на спині S1              | Н/Д               | Н/Д               | 2:33,49         | 2               |
| Комаров Олександр Донецька область       | чоловіки 50 метрів вільним стилем S5         | 33,21             | 4 Q               | 31,79           | 4               |
| Комаров Олександр Донецька область       | чоловіки 100 метрів вільним стилем S5        | 1:11,26           | 2 Q               | 1:07,77         | 1               |
| Комаров Олександр Донецька область       | чоловіки 200 метрів вільним стилем S5        | 2:38,86           | 4 Q               | 2:30,13         | 3               |
| Комаров Олександр Донецька область       | чоловіки 100 метрів брасом SB4               | 2:05,07           | 9                 | Завершив виступ | Завершив виступ |
| Василь Крайник Донецька область          | чоловіки 100 метрів на спині S14             |                   |                   |                 |                 |
| Василь Крайник Донецька область          | чоловіки 100 метрів брасом SB14              | 1:08,09           | 6 Q               | 1:08,61         | 8               |
| Василь Крайник Донецька область          | чоловіки 200 метрів комплексне плавання SM14 | 2:14,48           | 7 Q               | 2:13.72         | 6               |
| Роман Мичка Львівська область            | чоловіки 100 метрів на спині S12             | 1:09.48           | 11                | Завершив виступ | Завершив виступ |
| Роман Мичка Львівська область            | чоловіки 100 метрів брасом SB13              |                   |                   |                 |                 |
| Ігор Німченко Донецька область           | чоловіки 50 метрів вільним стилем S10        | 24,62             | 5 Q               | 24,16           | 5               |
| Ігор Німченко Донецька область           | чоловіки 100 метрів вільним стилем S10       | 53,89             | 5 Q               | 53,05           | 6               |
| Ігор Німченко Донецька область           | чоловіки 100 метрів батерфляєм S10           | 57,52             | 1 Q               | 55,21           | 2               |
| Ігор Німченко Донецька область           | чоловіки 100 метрів на спині S10             | 1:03,59           | 6 Q               | 1:01,62         | 5               |
| Ігор Німченко Донецька область           | чоловіки 200 метрів на комплексом SM10       |                   |                   |                 |                 |
| Денис Остапченко Полтавська область      | чоловіки 50 метрів вільним стилем S3         | 46.55             | 2 Q               | 45.14           | 2               |
| Денис Остапченко Полтавська область      | чоловіки 200 метрів вільним стилем S3        |                   |                   |                 |                 |
| Денис Остапченко Полтавська область      | чоловіки 50 метрів на спині S3               | 45,97             | 1 Q               | 45,16           | 1               |
| Паламарчук Сергій Миколаївська область   | чоловіки 50 метрів вільним стилем S3         | 45.59             | 1 Q               | 46.35           | 4               |
| Паламарчук Сергій Миколаївська область   | чоловіки 200 метрів вільним стилем S3        |                   |                   |                 |                 |
| Паламарчук Сергій Миколаївська область   | чоловіки 50 метрів на спині S3               | 48,95             | 2 Q               | 50,49           | 3               |
| Ярослав Семененко Донецька область       | чоловіки 50 метрів вільним стилем S5         | 36,21             | 11                | Завершив виступ | Завершив виступ |
| Ярослав Семененко Донецька область       | чоловіки 50 метрів на спині S5               | 35,24             | 4 Q               | 35,52           | 5               |
| Ярослав Семененко Донецька область       | чоловіки 50 метрів батерфляєм S5             | 35,55             | 7 Q               | 35,81           | 6               |
| Данило Семенихін Харківська область      | чоловіки 100 метрів брасом SB5               | 1:31.29           | 2 Q               | 1:30.96         | 3               |
| Михайло Сербін Харківська область        | чоловіки 50 метрів вільним стилем S11        | 27,88             | 12                | Завершив виступ | Завершив виступ |
| Михайло Сербін Харківська область        | чоловіки 400 метрів вільним стилем S11       | Н/Д               | Н/Д               | 4:41,33         | 7               |
| Михайло Сербін Харківська область        | чоловіки 100 метрів батерфляєм S11           | 1:12.21           | 4                 | Завершив виступ | Завершив виступ |
| Михайло Сербін Харківська область        | чоловіки 100 метрів на спині S11             | 1:09.77           | 4 Q               | 1:05.84 WR      | 1               |
| Михайло Сербін Харківська область        | чоловіки 200 метрів комплексне плавання SM11 | Н/Д               | Н/Д               | 2:31.16         | 4               |
| Дмитро Суханов Одеська область           | чоловіки 100 метрів на спині S12             | 1:06.12           | 10                | Завершив виступ | Завершив виступ |
| Трусов Андрій Донецька область           | чоловіки 50 метрів вільним стилем S7         | 27,31 PR          | 1 Q               | 26,38 WR        | 1               |
| Трусов Андрій Донецька область           | чоловіки 400 метрів вільним стилем S7        | 5:16,03           | 6 Q               | 4:40,17         | 2               |
| Трусов Андрій Донецька область           | чоловіки 100 метрів на спині S7              | 1:14,60           | 4 Q               | 1:10,42         | 2               |
| Трусов Андрій Донецька область           | чоловіки 100 метрів брасом SB6               | 1:23,96           | 6 Q               | DSQ             | DSQ             |
| Трусов Андрій Донецька область           | чоловіки 50 метрів батерфляєм S7             |                   |                   |                 |                 |
| Трусов Андрій Донецька область           | чоловіки 200 метрів комплексне плавання SM7  | 2:35,80           | 1 Q               | 2:29,93         | 2               |
| Олексій Федина Київська область          | чоловіки 100 метрів брасом SB13              | 1:07,04           | 6 Q               | 1:07.25         | 6               |
| Данило Чуфаров Донецька область          | чоловіки 50 метрів вільним стилем S11        | 26,98             | 8 Q               | 26,28           | 4               |
| Данило Чуфаров Донецька область          | чоловіки 400 метрів вільним стилем S11       | Н/Д               | Н/Д               | 4:36,94         | 6               |
| Данило Чуфаров Донецька область          | чоловіки 100 метрів батерфляєм S11           | 1:06.18           | 4 Q               | 1:02.86         | 2               |
| Данило Чуфаров Донецька область          | чоловіки 100 метрів брасом SB11              | 1:15,24           | 3 Q               | 1:12,72         | 3               |
| Данило Чуфаров Донецька область          | чоловіки 100 метрів на спині S11             | 1:08,18           | 2 Q               | 1:07,03         | 3               |
| Данило Чуфаров Донецька область          | чоловіки 200 метрів комплексне плавання SM11 | Н/Д               | Н/Д               | 2:19.81         | 2               |
| Юрій Шенгур Полтавська область           | чоловіки 50 метрів вільним стилем S7         | 28,05             | 2 Q               | 28,07           | 4               |
| Юрій Шенгур Полтавська область           | чоловіки 400 метрів вільним стилем S7        | 5:19,46           | 8 Q               | 5:13,32         | 8               |
| Юрій Шенгур Полтавська область           | чоловіки 100 метрів на спині S7              | 1:09.32           | 1 Q               | 1:09,51         | 1               |
| Юрій Шенгур Полтавська область           | чоловіки 50 метрів батерфляєм S7             |                   |                   |                 |                 |
| Ілля Яременко Київська область           | чоловіки 50 метрів вільним стилем S13        | 24,17             | 4 Q               | 23,77           | 2               |
| Ілля Яременко Київська область           | чоловіки 100 метрів вільним стилем S12       | 55,55             | 8 Q               | 54,63           | 7               |
| Ілля Яременко Київська область           | чоловіки 100 метрів батерфляєм S12           |                   |                   |                 |                 |

### Жінки
| Спортсменка                            | Дисципліна                               | Попередні запливи | Попередні запливи | Фінал            | Фінал            |
| Спортсменка                            | Дисципліна                               | Час               | Місце             | Час              | Місце            |
| -------------------------------------- | ---------------------------------------- | ----------------- | ----------------- | ---------------- | ---------------- |
| Марина Вербова Запорізька область      | жінки 50 метрів на спині S4              |                   |                   |                  |                  |
| Марина Вербова Запорізька область      | жінки 50 метрів брасом SB3               | 1:01,18           | 4 Q               | 1:02,41          | 4                |
| Марина Вербова Запорізька область      | жінки 150 метрів комплексне плавання SM4 | 3:07,01           | 7 Q               | 3:04,70          | 7                |
| Анна Гонтар Миколаївська область       | жінки 50 метрів вільним стилем S6        | 33,70             | 3 Q               | 33,01            | 3                |
| Анна Гонтар Миколаївська область       | жінки 50 метрів батерфляєм S6            | 38,86             | 7 Q               | 37,44            | 4                |
| Анна Гонтар Миколаївська область       | жінки 100 метрів на брасом SB6           | 1:46.32           | 3 Q               | 1:44.25          | 3                |
| Анна Гонтар Миколаївська область       | жінки 100 метрів на спині S6             |                   |                   |                  |                  |
| Вероніка Коржова Донецька область      | жінки 100 метрів вільним стилем S7       | 1:15,19           | 10                | Завершила виступ | Завершила виступ |
| Вероніка Коржова Донецька область      | жінки 400 метрів вільним стилем S7       | 5:51,62           | 9                 | Завершила виступ | Завершила виступ |
| Вероніка Коржова Донецька область      | жінки 50 метрів батерфляєм S7            |                   |                   |                  |                  |
| Вероніка Коржова Донецька область      | жінки 100 метрів брасом SB6              | Н/Д               | Н/Д               | 1:39,72          | 5                |
| Вероніка Коржова Донецька область      | жінки 200 метрів комплексом SM7          | 3:04,60           | 5 Q               | 3:04,43          | 5                |
| Ангелина Мальцева Миколаївська область | жінки 100 метрів вільним стилем S3       | 2:34,09           | 14                | Завершила виступ | Завершила виступ |
| Ангелина Мальцева Миколаївська область | жінки 50 метрів на спині S3              | 1:17,78           | 12                | Завершила виступ | Завершила виступ |
| Марина Піддубна Донецька область       | жінки 50 метрів вільним стилем S11       | 30,51             | 4 Q               | 30,30            | 3                |
| Марина Піддубна Донецька область       | жінки 100 метрів вільним стилем S11      |                   |                   |                  |                  |
| Марина Піддубна Донецька область       | жінки 100 метрів на спині S11            | 1:18.31           | 4 Q               | 1:18.30          | 6                |
| Марина Піддубна Донецька область       | жінки 100 метрів брасом SB11             |                   |                   |                  |                  |
| Ірина Пойда Дніпропетровська область   | жінки 100 метрів вільним стилем S5       | 1:19,24           | 2 Q               | 1:17,37          | 2                |
| Ірина Пойда Дніпропетровська область   | жінки 200 метрів вільним стилем S7       | 2:52,04           | 3 Q               | 2:47,16          | 2                |
| Ірина Пойда Дніпропетровська область   | жінки 50 метрів на спині S5              | 43,81             | 4 Q               | 44,29            | 8                |
| Анна Стеценко Дніпропетровська область | жінки 50 метрів вільним стилем S13       | 28,92             | 15                | Завершила виступ | Завершила виступ |
| Анна Стеценко Дніпропетровська область | жінки 100 метрів вільним стилем S12      | 1:01,82           | 3 Q               | 1:00,39          | 2                |
| Анна Стеценко Дніпропетровська область | жінки 400 метрів вільним стилем S13      | 4:44,48           | 3 Q               | 4:36,17          | 3                |
| Анна Стеценко Дніпропетровська область | жінки 100 метрів на спині S13            | 1:11,20           | 1 Q               | 1:09,43          | 2                |
| Катерина Ткачук Одеська область        | жінки 100 метрів на спині S11            | 1:19.71           | 6 Q               | 1:20.31          | 8                |

### Естафети
| Спортсменка | Дисципліна                                             | Попередні запливи               | Попередні запливи | Фінал                               | Фінал |
| Спортсменка | Дисципліна                                             | Час                             | Місце             | Час                                 | Місце |
| --- | ------------------------------------------------------ | ------------------------------- | ----------------- | ----------------------------------- | ----- |
| Анна Гонтар Миколаївська областьДмитро Виноградець Полтавська областьІрина Пойда Дніпропетровська областьКомаров Олександр Донецька область                                                                        | змішана естафета, 4х50 м вільним стилем                |                                 |                   | 33,32 45,55 34,92 31,84 2:25,63     | 4     |
| Марина Піддубна Донецька областьОлексій Вірченко Полтавська областьАнна Стеценко Дніпропетровська областьЯрослав Денисенко Полтавська область                                                                      | змішана естафета, 4х100 м вільним стилем, VI F         |                                 |                   | 1:08,29 52,52 1:00,28 52,75 3:53,84 | 1     |
| Ярослав Семененко Миколаївська областьАнна Гонтар Миколаївська областьКомаров Олександр Донецька областьІрина Пойда Дніпропетровська областьДенис Остапченко* Полтавська областьВероніка Коржова* Донецька область | змішана естафета, 4х50 м комплексне плавання, 20 очків | 46,41 47,75 34,36 34,70 2:31,53 | 3 Q               | 35,03 45,82 35,32 35,36 2:31,53     | 3     |

## Легка атлетика

### Чоловіки
| Спортсмен                                       | Дисципліна              | Кваліфікація | Кваліфікація | Фінал     | Фінал |
| Спортсмен                                       | Дисципліна              | Результат    | Місце        | Результат | Місце |
| ----------------------------------------------- | ----------------------- | ------------ | ------------ | --------- | ----- |
| Ігор Цвєтов Миколаївська область                | біг на 100 м — T35      | Н/Д          | Н/Д          | 11,43     | 1     |
| Ярослав Окапінський Волинська область           | біг на 400 м — T37      | 52,04        | 2 Q          | 51,99     | 6     |
| Микола Райський Закарпатська область            | біг на 100 м — T37      | 11,75        | 4 Q          | 11,94     | 8     |
| Микола Райський Закарпатська область            | біг на 400 м — T37      | 52,53        | 2 Q          | 51,79     | 4     |
| Владислав Загребельний Дніпропетровська область | біг на 100 м — T37      | 11,72        | 2 Q          | 11,84     | 7     |
| Владислав Загребельний Дніпропетровська область | стрибки у довжину — T37 | Н/Д          | Н/Д          | 5,96      | 6     |
| Олександр Литвиненко Одеська область            | стрибки у довжину — T36 | Н/Д          | Н/Д          | 5,76      | 3     |
| Роман Павлик Львівська область                  | стрибки у довжину — T36 | Н/Д          | Н/Д          | 5,59      | 7     |
| Владислав Білий Дніпропетровська область        | метання списа — F38     | Н/Д          | Н/Д          | 52,86     | 2     |
| Олександр Дорошенко Черкаська область           | метання списа — F38     | Н/Д          | Н/Д          | 51,85     | 4     |
| Роман Новак Рівненська область                  | метання списа — F64     | Н/Д          | Н/Д          | 61,04     | 5     |
| Володимир Пономаренко Полтавська область        | штовхання ядра — F12    | Н/Д          | Н/Д          | 16,12     | 2     |
| Роман Данилюк Черкаська область                 | штовхання ядра — F12    | Н/Д          | Н/Д          | 16,11     | 3     |
| Максим Коваль Черкаська область                 | штовхання ядра — F20    | Н/Д          | Н/Д          | 16,99     | 3     |
| Олександр Яровий Полтавська область             | штовхання ядра — F20    | Н/Д          | Н/Д          | 17,61 WR  | 1     |
| Микола Жабняк Донецька область                  | метання диска — F37     | Н/Д          | Н/Д          | 49,25     | 7     |
| Микола Жабняк Донецька область                  | штовхання ядра — F37    | Н/Д          | Н/Д          | 13,35     | 8     |

### Жінки
| Спортсмен                                     | Дисципліна              | Кваліфікація | Кваліфікація | Фінал     | Фінал |
| Спортсмен                                     | Дисципліна              | Результат    | Місце        | Результат | Місце |
| --------------------------------------------- | ----------------------- | ------------ | ------------ | --------- | ----- |
| Оксана Ботурчук Дніпропетровська область      | біг на 100 м — T12      | 12,36        | 2 Q          | 12,17     | 2     |
| Оксана Ботурчук Дніпропетровська область      | біг на 200 м — T12      | 25,44        | 2 Q          |           |       |
| Оксана Ботурчук Дніпропетровська область      | біг на 400 м — T12      | 56,30        | 2 Q          | 55,67     | 3     |
| Юлія Шуляр Дніпропетровська область           | біг на 400 м — T20      | 56,49        | 2 Q          | 55,16     | 1     |
| Наталія Кобзар Дніпропетровська область       | біг на 100 м — T37      | 13,55        | 4 Q          | 13,70     | 6     |
| Наталія Кобзар Дніпропетровська область       | біг на 200 м — T37      | Н/Д          | Н/Д          | 27,43     | 2     |
| Наталія Кобзар Дніпропетровська область       | біг на 400 м — T37      | Н/Д          | Н/Д          | 55,16     | 1     |
| Людмила Даниліна Київська область             | біг на 1500 м — T20     | Н/Д          | Н/Д          | 4:28,40   | 2     |
| Оксана Зубковська Київ                        | стрибки у довжину — T12 | Н/Д          | Н/Д          | 5,78      | 1     |
| Зоя Овсій Дніпропетровська область            | метання диска — F53     | Н/Д          | Н/Д          | 14,17     | 3     |
| Анастасія Москаленко Дніпропетровська область | метання булави — F32    | Н/Д          | Н/Д          | 25,08     | 4     |
| Анастасія Москаленко Дніпропетровська область | штовхання ядра — F32    | Н/Д          | Н/Д          | 8,00 WR   | 1     |
| Вікторія Шпачинська Кіровоградська область    | штовхання ядра — F20    | Н/Д          | Н/Д          | 13,54     | 6     |
| Анастасія Мисник Кіровоградська область       | штовхання ядра — F20    | Н/Д          | Н/Д          | 12,72     | 11    |
| Світлана Півень Херсонська область            | штовхання ядра — F20    | Н/Д          | Н/Д          | 12,25     | 12    |
| Марія Помазан Запорізька область              | штовхання ядра — F35    | Н/Д          | Н/Д          | 12,75     | 1     |
| Марія Шпатківська Вінницька область           | штовхання ядра — F46    | Н/Д          | Н/Д          | 12,35     | 2     |

## Дзюдо

### Чоловіки
| Спортсмен                              | Дисципліна  | 1/16 фіналу        | Чвертьфінал                            | Півфінал                                 | Фінал                                | Фінал |
| Спортсмен                              | Дисципліна  | Суперник Результат | Суперник Результат                     | Суперник Результат                       | Суперник Результат                   | Місце |
| -------------------------------------- | ----------- | ------------------ | -------------------------------------- | ---------------------------------------- | ------------------------------------ | ----- |
| Хорава Давид Рівненська область        | до 60 кг J2 | Н/Д                | Ісхак Ульдкуадер (ALG) · Поразка 1-10  | Йоганн Еррера (CHI) · Перемога 10-0      | Лі Мін-дже (KOR) · Перемога 10-0     | 3     |
| Назаренко Олександр Рівненська область | до 90 кг J2 | Н/Д                | Сімон Канніззаро (ITA) · Перемога 11-0 | Давурхон Кароматов (UZB) · Перемога 10-0 | Геліос Лачоманя (FRA) · Перемога 1-0 | 1     |

### Жінки
| Спортсмен                             | Дисципліна     | 1/16 фіналу        | Чвертьфінал                             | Півфінал                                          | Фінал                                 | Фінал |
| Спортсмен                             | Дисципліна     | Суперник Результат | Суперник Результат                      | Суперник Результат                                | Суперник Результат                    | Місце |
| ------------------------------------- | -------------- | ------------------ | --------------------------------------- | ------------------------------------------------- | ------------------------------------- | ----- |
| Ніколайчик Наталія Рівненська область | до 48 кг J1    | Н/Д                | Еммануела Масуру (GRE) · Перемога 10-0  | Розіклейде Сілва Де Андраде (BRA) · Перемога 10-1 | Сідзука Хангай (JPN) · Перемога 11-0  | 1     |
| Іваницька Юлія Рівненська область     | до 48 кг J2    | Н/Д                | Джахіде Еке (TUR) · Поразка 0-1         | Кокіла Каушиклате (IND) · Перемога 10-0           | Лі Ліцін (CHN) · Поразка 0-10         | 5     |
| Анжела Гаврисюк Рівненська область    | до 57 кг J1    | Н/Д                | Альфія Тлеккабиль (KAZ) · Перемога 10-0 | Марія Ліана Мутія (USA) · Поразка 0-1             | Ульджон Амрієва (UZB) · Перемога 10-0 | 3     |
| Анастасія Гарник Рівненська область   | понад 70 кг J1 | Н/Д                | Феруза Єргашева (UZB) · Перемога 10-0   | Христелла Гарсія (USA) · Перемога 10-0            | Еріка Зояга (BRA) · Перемога 10-0     | 1     |

## Академічне веслування
| Спортсмен                     | Дисципліна            | Попередні запливи | Попередні запливи | Втішний заплив | Втішний заплив | Фінал    | Фінал |
| Спортсмен                     | Дисципліна            | Час               | Місце             | Час            | Місце          | Час      | Місце |
| ----------------------------- | --------------------- | ----------------- | ----------------- | -------------- | -------------- | -------- | ----- |
| Полянський Роман              | Чоловіки одиночка PR1 | 9:04.88           | 1Q                | Н/Д            | Н/Д            | 9:14.47  | 2     |
| Шеремет Анна                  | Жінки одиночка PR1    | 10:12.00          | 1Q                | Н/Д            | Н/Д            | 10:39.26 | 4     |
| Айсанова Анна Коюда Ярослав   | Двійка змішана PR2    | 8:43.38           | 3                 | 8:30.81        | 2              | 8:43.22  | 4     |
| Котик Дарія Самолюк Станіслав | Двійка змішана PR3    | 7:26.31           | 3                 | 7:29.24        | 2              | 7:42.50  | 4     |

## Бадмінтон
| Спортсмен        | Дисципліна                    | Груповий етап                                | Груповий етап                            | Груповий етап                      | Груповий етап | Півфінал                                 | Фінал                                     | Фінал           |
| Спортсмен        | Дисципліна                    | Суперник Рахунок                             | Суперник Рахунок                         | Суперник Рахунок                   | Місце         | Суперник Рахунок                         | Суперник Рахунок                          | Місце           |
| ---------------- | ----------------------------- | -------------------------------------------- | ---------------------------------------- | ---------------------------------- | ------------- | ---------------------------------------- | ----------------------------------------- | --------------- |
| Чирков Олександр | чоловіки одиночний розряд SL3 | Дайсуке Фуджихара (JPN) · Поразка 1 2        | Войтек Жиз (NZL) · Перемога 2 0          | Даніель Бетель (GBR) · Поразка 0 2 | 5             | Завершив виступ                          | Завершив виступ                           | Завершив виступ |
| Козина Оксана    | жінки одиночний розряд SL3    | Манасі Гірішчандра Жоші (IND) · Перемога 2 1 | Коніта Іхтіар Сякуро (INA) · Поразка 0 2 | Халіме Їлдиз (TUR) · Перемога 2 1  | 2             | Коніта Іхтіар Сякуро (INA) · Поразка 0 2 | Мар'ям Еніола Боладжі (NGR) · Поразка 0 2 | 4               |

## Велоспорт

### Шосе
| Спортсмен      | Дисципліна                                           | Фінал    | Фінал |
| Спортсмен      | Дисципліна                                           | Час      | Місце |
| -------------- | ---------------------------------------------------- | -------- | ----- |
| Дементьєв Єгор | чоловіки C4-5 шосейна гонка                          | 2:18:59  | 1     |
| Дементьєв Єгор | чоловіки C5 індивідуальна гонка з роздільним стартом | 37:17.98 | 6     |
| Баль Павло     | чоловіки H5 групова шосейна гонка                    | 1:37:03  | 3     |
| Баль Павло     | чоловіки H5 індивідуальна гонка з роздільним стартом | 46:44.75 | 6     |

### Велотрек
| Спортсмен      | Дисципліна                                                         | Фінал    | Фінал |
| Спортсмен      | Дисципліна                                                         | Час      | Місце |
| -------------- | ------------------------------------------------------------------ | -------- | ----- |
| Дементьєв Єгор | чоловіки C4-5 1000 метрів індивідуальна гонка з роздільним стартом | 1:08.043 | 16    |
| Дементьєв Єгор | чоловіки C5 4000 метрів індивідуальна гонка переслідування         | 4:17.770 | 2     |

## Голбол

### Склад
| Спортсмени |
| --- |
| Родіон Жигалін Полтавська областьВасиль Олійник Полтавська областьФедір Сидоренко Полтавська областьАнтон Стрельчик Полтавська областьОлександр Топорков Полтавська областьЄвгеній Циганенко Полтавська область |

### Груповий етап
| М  | Команда | І | В | Н | П | МЗ | МП | РМ  | О |
| -- | ------- | - | - | - | - | -- | -- | --- | - |
| 1. | Китай   | 3 | 3 | 0 | 0 | 20 | 11 | +9  | 9 |
| 2. | Україна | 3 | 2 | 0 | 1 | 16 | 17 | −1  | 6 |
| 3. | Японія  | 3 | 1 | 0 | 2 | 25 | 17 | +8  | 3 |
| 4. | Єгипет  | 3 | 0 | 0 | 3 | 8  | 24 | −16 | 0 |

| 29 серпня 2024 14:15 1 матч |

| Україна                                                 | 6:3      | Єгипет                          |
| ------------------------------------------------------- | -------- | ------------------------------- |
| - Олійник 0', 8', 12', 16' - Жигалін 5' - Стрельчик 22' | Протокол | - Мохаммед 11', 18' - Аввад 14' |

| Південна Арена Парижа, Париж Арбітр: Сара Купер (Німеччина) Казуто Оно (Японія) |

| 30 серпня 2024 18:30 2 матч |

| Японія                                                      | 8:9      | Україна                                                               |
| ----------------------------------------------------------- | -------- | --------------------------------------------------------------------- |
| - Міяджікі 3', 3', 5', 6', 13', 17' - Сано 11' - Канеко 23' | Протокол | - Жигалін 0', 1' - Олійник 2', 8', 13', 16', 21' - Стрельчик 13', 17' |

| Південна Арена Парижа, Париж Арбітр: Манар Обейдат (Йорданія) Ромульдас Вайтієкус (Латвія) |

| 1 вересня 2024 18:30 3 матч |

| Китай                                                                   | 6:1      | Україна         |
| ----------------------------------------------------------------------- | -------- | --------------- |
| - Ю Деї 2', 7' - Янг Мінгьян 13', 17' - Ху Мінь Яо 17' - Ю Кінькуан 18' | Протокол | - Циганенко 19' |

| Південна Арена Парижа, Париж Арбітр: Ажі Махмуд (Ірак) Патрік Ларссон (Швеція) |

### Плей-офф
| 2 вересня 2024 16:00 Чвертьфінал |

| Україна                                        | 6:3      | Іран                    |
| ---------------------------------------------- | -------- | ----------------------- |
| - Олійник 2', 4', 22', 23' - Стрельчик 9', 23' | Протокол | - Сарафраз 6', 14', 16' |

| Південна Арена Парижа, Париж Арбітр: Ажі Махмуд (Ірак) Ракель Агуадо (Іспанія) |

| 4 вересня 2024 14:30 Півфінал |

| Бразилія                                | 4:6      | Україна                                                |
| --------------------------------------- | -------- | ------------------------------------------------------ |
| - Соуза 0' - Морено 0' (пен.), 18', 21' | Протокол | - Стрельчик 0' - Олійник 2', 10', 15', 21' (пен.), 21' |

| Південна Арена Парижа, Париж Арбітр: Ажі Махмуд (Ірак) Казуто Оно (Японія) |

| 5 вересня 2024 20:30 фінал |

| Україна |          | Японія |
| ------- | -------- | ------ |
|         | Протокол |        |

| Південна Арена Парижа, Париж |

## Настільний теніс

#### Чоловіки
| Спортсмен        | Дисципліна                   | 1/32             | 1/16                                | Чвертьфінал                          | Півфінал                                  | Фінал                        | Фінал |
| Спортсмен        | Дисципліна                   | Суперник Рахунок | Суперник Рахунок                    | Суперник Рахунок                     | Суперник Рахунок                          | Суперник Рахунок             | Місце |
| ---------------- | ---------------------------- | ---------------- | ----------------------------------- | ------------------------------------ | ----------------------------------------- | ---------------------------- | ----- |
| Єзик Олександр   | чоловіки одиночний розряд С2 | Н/Д              | Парк Джін Чеол (KOR) · Поразка 2-3  | Завершив виступ                      | Завершив виступ                           | Завершив виступ              | 9     |
| Петрунів Василь  | чоловіки одиночний розряд С3 | Н/Д              | Томас Шидбергер (GER) · Поразка 1-3 | Завершив виступ                      | Завершив виступ                           | Завершив виступ              | 9     |
| Дідух Віктор     | одиночний розряд С8          | Н/Д              | Томас Бува (FRA) · Перемога 3-0     | Еміль Андерссон (SWE) · Перемога 3-2 | Фізіт Ванфонханасірі (THA) · Перемога 3-1 | Шуй Чао (CHN) · Перемога 3-2 | 1     |
| Май Іван         | одиночний розряд С8          | Н/Д              | Таль Лейбовіц (USA) · Перемога 3-0  | Андер Цепас (ESP) · Поразка 0-3      | Завершив виступ                           | Завершив виступ              | 5     |
| Ніколенко Максим | одиночний розряд С8          | Н/Д              | Алехандро Діаз (ESP) · Перемога 3-1 | Клемент Берсер (FRA) · Перемога 3-2  | Шуй Чао (CHN) · Поразка 2-3               | Н/Д                          | 3     |
| Кац Лев          | одиночний розряд С9          | Н/Д              | Джошуа Стейсі (GBR) · Поразка 1-3   | Завершив виступ                      | Завершив виступ                           | Завершив виступ              | 9     |

#### Жінки
| Спортсмен         | Дисципліна                 | 1/16             | Чвертьфінал                           | Півфінал                             | Фінал                               | Фінал |
| Спортсмен         | Дисципліна                 | Суперник Рахунок | Суперник Рахунок                      | Суперник Рахунок                     | Суперник Рахунок                    | Місце |
| ----------------- | -------------------------- | ---------------- | ------------------------------------- | ------------------------------------ | ----------------------------------- | ----- |
| Литовченко Марина | жінки одиночний розряд С6  | Н/Д              | Катаржина Маршал (POL) · Перемога 3-0 | Камелія Ціріпан (ROU) · Перемога 3-0 | Найла Аль-Дайні (IRQ) · Поразка 1-3 | 2     |
| Косміна Наталія   | жінки одиночний розряд С11 | Н/Д              | Фурукава Канамі (JPN) · Поразка 1-3   | Завершила виступ                     | Завершила виступ                    | 5     |
| Шинкарьова Ірина  | жінки одиночний розряд С9  | Н/Д              | Дженіфер Парінос (BRA) · Перемога 3-1 | Гуян Ксіонг (CHN) · Поразка 0-3      | Завершила виступ                    | 5     |

#### Команди
| Спортсмен                          | Дисципліна                     | 1-й раунд            | Чвертьфінал           | Півфінал          | Фінал            | Фінал |
| Спортсмен                          | Дисципліна                     | Суперник Рахунок     | Суперник Рахунок      | Суперник Рахунок  | Суперник Рахунок | Місце |
| ---------------------------------- | ------------------------------ | -------------------- | --------------------- | ----------------- | ---------------- | ----- |
| Єзик Олександр Петрунів Василь     | чоловіки командний розряд MD8  | Китай Поразка 0-3    | Завершили виступ      | Завершили виступ  | Завершили виступ | 9     |
| Май Іван Кац Лев                   | чоловіки командний розряд D18  | Китай Поразка 0-3    | Завершили виступ      | Завершили виступ  | Завершили виступ | 9     |
| Дідух Віктор Ніколенко Максим      | чоловіки командний розряд MD18 | Бельгія Поразка 3-1  | Завершили виступ      | Завершили виступ  | Завершили виступ | 9     |
| Литовченко Марина Шинкарьова Ірина | жінки командний розряд WD20    | Н/Д                  | Бразилія Поразка 0-3  | Завершили виступ  | Завершили виступ | 5     |
| Дідух Віктор Шинкарьова Ірина      | мікст командний розряд MD18    | Франція Перемога 3-0 | Бразилія Перемога 3-0 | Китай Поразка 2-3 | Н/Д              | 3     |
| Май Іван Литовченко Марина         | мікст командний розряд MD17    | Польща Поразка 0-3   | Завершили виступ      | Завершили виступ  | Завершили виступ | 9     |

## Параканое
| Спортсмен          | Дисципліна                            | Попередні запливи | Попередні запливи | Півфінал  | Півфінал | Фінал     | Фінал |
| Спортсмен          | Дисципліна                            | Результат         | Місце             | Результат | Місце    | Результат | Місце |
| ------------------ | ------------------------------------- | ----------------- | ----------------- | --------- | -------- | --------- | ----- |
| Лагутенко Наталія  | жінки каяк одиночка 200 метрів VL3    | 1:02.05           | 4                 | 1:01.54   | 3        | 1:00.99   | 7     |
| Мажула Марина      | жінки каяк одиночка 200 метрів KL1    | 54,85             | 1Q                | Н/Д       | Н/Д      | 52.87     | 2     |
| Синюк Микола       | чоловіки каяк одиночка 200 метрів KL2 | 42,66             | 2                 | 44.20     | 2Q       | 42.61     | 3     |
| Єпіфанов Владислав | чоловіки каяк одиночка 200 метрів VL3 | 49,25             | 1Q                | Н/Д       | Н/Д      | 47.49 PGB | 1     |
| Кривчун Андрій     | чоловіки каяк одиночка 200 метрів VL2 | 59.31             | 5                 | 55.66     | 2Q       | 55.01     | 8     |

## Пауерліфтинг
| Спортсмен         | Дисципліна         | Фінал     | Фінал |
| Спортсмен         | Дисципліна         | Результат | Місце |
| ----------------- | ------------------ | --------- | ----- |
| Панасюк Костянтин | чоловіки до 59 кг  | 170       | 8     |
| Бабинець Юрій     | чоловіки до 88 кг  | 214       | 3     |
| Крюков Антон      | чоловіки до 107 кг |           |       |
| Олійник Наталія   | жінки до 86 кг     |           |       |

## Стрільба
| Спортсмен        | Дисципліна                                         | Кваліфікаця | Кваліфікаця | Фінал            | Фінал            |
| Спортсмен        | Дисципліна                                         | Очки        | Місце       | Очки             | Місце            |
| ---------------- | -------------------------------------------------- | ----------- | ----------- | ---------------- | ---------------- |
| Ляху Ірина       | жінки P-2 пневматичний пістолет 10 м SH1           | 552-11x     | 9           | Завершила виступ | Завершила виступ |
| Ляху Ірина       | змішана пістолет SH1                               | 563-15x     | 13          | Завершила виступ | Завершила виступ |
| Денисюк Олексій  | чоловіки Р-1 пістолет 10 м SH1                     | 560-11x     | 11          | Завершив виступ  | Завершив виступ  |
| Денисюк Олексій  | змішана пістолет SH1                               | 579-16x     | 2Q          | 13               | 5                |
| Денисюк Олексій  | змішана 50 м пістолет SH1                          | 532-5x      | 10          | Завершив виступ  | Завершив виступ  |
| Дорошенко Андрій | чоловіки R-1 пневматична гвинтівка 10 м стоячи SH1 | 618.8       | 7Q          | 206.4            | 4                |
| Дорошенко Андрій | чоловіки 50 метрів гвинтівка в 3 позиції SH1       | 1159-53x    | 5Q          | 394.0            | 8                |
| Дорошенко Андрій | змішна R-6 пневнматична гвинтівка 10 м лежачи SH1  | 620.5       | 12          | Завершив виступ  | Завершив виступ  |
| Щетнік Ірина     | жінки R-2 пневматична гвинтівка 10 м стоячи SH1    | 627.5 QPR   | 1Q          | 205.4            | 4                |
| Щетнік Ірина     | змішана R-3 пневматична гвинтівка 10 м лежачи SH1  | 636.9       | 3Q          | 114.9            | 8                |
| Щетнік Ірина     | жінки гвинтівка 50 м в 3 позиції SH1               | 1165-59x    | 4Q          | 410.5            | 6                |
| Плакущий Віталій | змішна R-4 пневматична гвинтівка стоячи SH2        | 634.9       | 3Q          | 210.6            | 4                |
| Плакущий Віталій | змішана R-5 пневматична гвинтівка 10 м лежачи SH2  | 635.6       | 11          | Завершив виступ  | Завершив виступ  |
| Плакущий Віталій | змішана R-9 пневматична гвинтівка 50 м лежачи SH2  | 623.0       | 3Q          | 121.3            | 8                |
| Ковальчук Василь | змішна R-4 пневматична гвинтівка стоячи SH2        | 629.5       | 12          | Завершив виступ  | Завершив виступ  |
| Ковальчук Василь | змішана R-5 пневматична гвинтівка 10 м лежачи SH2  | 635.6       | 11          | Завершив виступ  | Завершив виступ  |
| Ковальчук Василь | змішана R-9 пневматична гвинтівка 50 м лежачи SH2  | 626.1       | 2Q          | 143.1            | 7                |

## Стрільба з лука
| Спортсмен                              | Дисципліна                              | Раунд 1/16                                    | Раунд 1/8                            | Чверть- фінали     | Півфінали          | Фінал              | Фінал |
| Спортсмен                              | Дисципліна                              | Суперник Результат                            | Суперник Результат                   | Суперник Результат | Суперник Результат | Суперник Результат | Місце |
| -------------------------------------- | --------------------------------------- | --------------------------------------------- | ------------------------------------ | ------------------ | ------------------ | ------------------ | ----- |
| Атаманенко Сергій                      | чоловіки одиночний розряд блочний лук   | Пьотр ван Монтегю (BEL) · Поразка 139-140     | Завершив виступ                      | Завершив виступ    | Завершив виступ    | Завершив виступ    | 17    |
| Наумчук Василь                         | чоловіки одиночний розряд блочний лук   | Холідін (INA) · WDR                           | Ліксю Чао (CHN) · Поразка 0-6        | Завершив виступ    | Завершив виступ    | Завершив виступ    | 9     |
| Цимбалюк Руслан                        | чоловіки одиночний розряд класичний лук | Ганречай Нетсірі (THA) · Поразка 5-6          | Завершив виступ                      | Завершив виступ    | Завершив виступ    | Завершив виступ    | 17    |
| Шевченко Анна-Вікторія                 | жінки одиночний розряд класичний лук    | Марія Моніка Даза Гузман (COL) · Перемога 6-2 | Селенгі Демберел (MGL) · Поразка 2-6 | Завершила виступ   | Завершила виступ   | Завершила виступ   | 9     |
| Шевченко Анна-Вікторія Цимбалюк Руслан | мікст розряд класичний лук              | Н/Д                                           | Туреччина Поразка 3-5                | Завершили виступ   | Завершили виступ   | Завершили виступ   | 9     |

## Триатлон
| Спортсмен      | Дисципліна | Час     | Місце |
| -------------- | ---------- | ------- | ----- |
| Колпакчи Аліса | Жінки      | 1:16:59 | 8     |

## Тхеквондо
| Спортсмен     | Дисципліна        | 1-й раунд                     | Чвертьфінал        | Втішний раунд      | Півфінал           | Фінал              | Фінал |
| Спортсмен     | Дисципліна        | Суперник Результат            | Суперник Результат | Суперник Результат | Суперник Результат | Суперник Результат | Місце |
| ------------- | ----------------- | ----------------------------- | ------------------ | ------------------ | ------------------ | ------------------ | ----- |
| Липецька Юлія | жінки понад 57 кг | Ірен Мар (FIJ) · Поразка 3-25 | Завершила виступ   | Завершила виступ   | Завершила виступ   | Завершила виступ   | 9     |